# Tabriz brandkårstorn

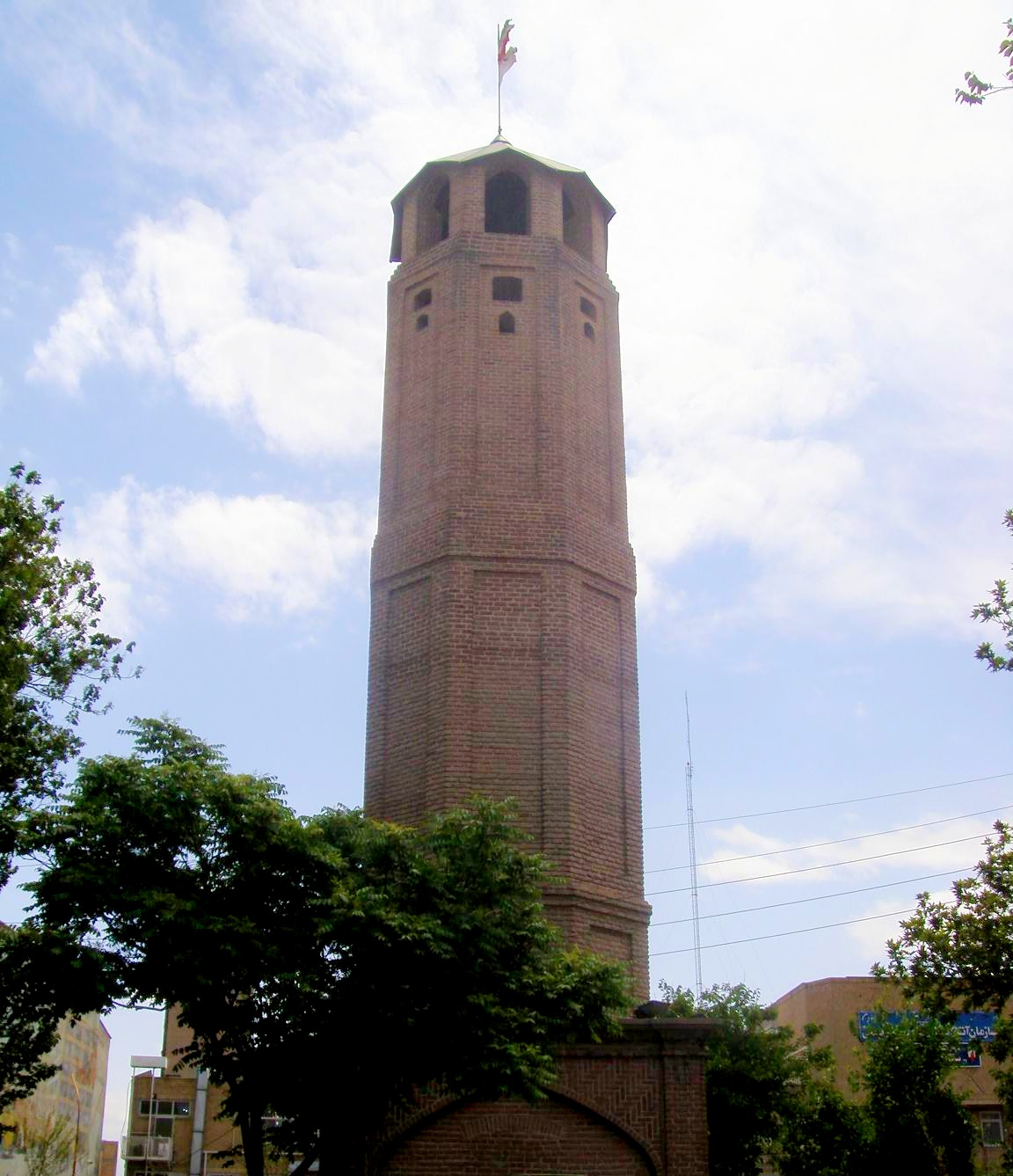
Tabriz brandkårstorn.

Tabriz brandkårstorn är Irans första brandkårstorn och är en av staden Tabriz äldre byggnader. Tornet är 23 meter högt och uppfördes 1917.